# Sauvagesia rhodoleuca
Sauvagesia rhodoleuca är en tvåhjärtbladig växtart som först beskrevs av Friedrich Ludwig Diels, och fick sitt nu gällande namn av M.C.E.Amaral. Sauvagesia rhodoleuca ingår i släktet Sauvagesia och familjen Ochnaceae. Inga underarter finns listade i Catalogue of Life.